# Дијего Армандо Марадона
Дијего Армандо Марадона (шп. Diego Armando Maradona; Ланус, 30. октобар 1960 — Тигре, 25. новембар 2020) био је аргентински фудбалер и фудбалски тренер. Поделио је титулу најбољег фудбалера 20. века с бразилским фудбалером Пелеом.
Каријеру је почео у Аргентинос jуниорсима а затим је играо за Боку jуниорс, Барселону, Наполи и Севиљу. У клупској каријери највише успеха имао је носећи дрес Наполија, са којим је освојио две титуле првака Италије и један Куп УЕФА. У другом делу играчке каријере Марадона је имао проблем са кокаинском зависношћу. Кажњен је са 15 месеци забране играња фудбала пошто је 1991. био позитиван на допинг контроли. Кратко је играо и за Њуелс олд бојсе да би професионалну играчку каријеру завршио 1997, на 37. рођендан и то у дресу Боке јуниорс.
У дресу сениорске репрезентације Аргентине је одиграо 91 утакмицу и постигао 34 гола. Наступио је на четири Светска првенства. Дебитантски наступ на Светским првенствима, забележио је 1982. године у Шпанији. Као капитен је предводио репрезентацију Аргентине до титуле првака света 1986. на Мундијалу у Мексику. Године 1990, на Мундијалу у Италији предводио је Аргентину до још једног финала, али је тада тријумфовала Западна Немачка са 1:0 у мечу у Риму. Четири године касније играо је на Мундијалу у Сједињеним Америчким Државама, али је после две утакмице послат кући јер је на допинг тесту био позитиван на ефедрин.
У два наврата је водио клубове у Аргентини као тренер, а онда је 2008. именован за селектора репрезентације те земље. Са функције је отишао 2010. пошто је Аргентина испала у четвртфиналу Светског првенства у Јужној Африци. После тога је водио тимове у Уједињеним Арапским Емиратима и Мексику, а потом се вратио у Аргентину да води екипу Химнасије.
Преминуо је 25. новембра 2020. од последица срчаног удара, у 60. години живота.

## Детињство
Марадона је рођен у Ланусу, предграђу Буенос Ајреса, као пето од осморо деце Дијега Марадоне Сениора и Далме Салвадоре Франко. Његова два млађа брата Уго и Раул, обојица су били професионални фудбалери. На Дијегову фудбалску каријеру највише је утицао ујак Кирило, некад голман нижеразредног клуба Коријентес. Франсиско Корнејо, скаут Аргентинос јуниорса, први је уочио Дијегов таленат. Корнејо је био забринут изгледом сићушног дечака, морао је ојачати да би опстао у фудбалу. Уз допуштење родитеља одвео је Дијега лекару сумњиве репутације. Качо Паладино је инјекцијама третирао Дијегове мишиће.
Убрзо је постао главни играч Лос Себолитаса, јуниорског тима Аргентинос јуниорса из Буенос Ајреса. Као дванаестогодишњи дечак је забављао гледаоце показујући своје умеће са лоптом током полувремена на утакмицама прве дивизије Аргентине. Међу његовим фудбалским узорима током одрастања, наводио је бразилског плејмејкера Ривелиња и крило Манчестер јунајтеда Џорџа Беста.

## Каријера

### Аргентинос јуниорс и Бока јуниорс
Дана 20. октобра 1976. (10 дана пре 16. рођендана) Дијего је одиграо свој први сусрет за сениоре Аргентинос јуниорса. Тада је постао најмлађи прволигашки фудбалер у историји аргентинског фудбала. Уследиле су три године одличних наступа како за клуб тако и за репрезентацију.
Први гол у Примери дивисион је постигао против екипе Марплатенсе Сан Лоренцо 14. новембра 1976. године. Марадона је провео пет година у Аргентинос јуниорсу, од 1976. до 1981. године, постигавши 115 голова у 167 првенствених наступа.
У фебруару 1981. је прешао у Боку јуниорс. Дебитовао је за Боку 22. фебруара 1981. када је на Бомбоњери дочекана екипа Таљерес де Кордоба. Бока је славила резултатом 4:1 а Марадона је био двоструки стрелац на свом дебитантском наступу. На свом првом одиграном Суперкласику (дерби између Боке и Ривер Плејта), 10. априла 1981. године, Марадона је постигао гол у победи свог тима резултатом 3:0.
Бока јуниорс је предвођена Марадоном освојила титулу првака Аргентине 1981. године. То је био и једини трофеј који је Марадона освојио у аргентинском клупском фудбалу.

### Барселона
Марадона је 4. јуна 1982. године званично потписао уговор са Барселоном.
Званично је дебитовао у дресу Барселоне у септембру 1982. када је био и стрелац у победи 2:1 над Валенсијом. Барселона је те године у оквиру 2. кола Купа победника купова гостовала на београдској Маракани Црвеној звезди и славила са 4:2, а Марадона је постигао два гола од којих је други био право ремек дело када је лобовао истрчалог голмана Стојановића после чега је аплаудирао читав стадион. Марадона је на првих 13 првенствених утакмица постигао шест голова. Ипак, добар старт у Барселони је прекинут у децембру 1982. када му је откривен хепатитис. Марадона је отишао на паузу а Барселона је током његовог одсуства пружала слабије партије и елиминисана је из Купа победника купова. Док се опорављао од хепатитиса дошло је до смене на тренерској клупи. Отишао је дотадашњи тренер Удо Латек а на његово место је дошао Аргентинац Сесар Луис Меноти, који је водио Аргентину до титуле светског првака 1978. Прву утакмицу након опоравка од хепатитиса, Марадона је одиграо 12. марта 1983. против Бетиса. Барселона је сезону 1982/83. завршила на четвртом месту са шест бодова мање од првопласираног Атлетик Билбаа. Марадона је сезону у Ла Лиги завршио са 11 постигнутих голова на 20 одиграних утакмица.
У јуну 1983. Барселона је освојила Куп Шпаније након што је у финалу савладан Реал Мадрид резултатом 2:1. Касније тог месеца Барса је освојила и шпански Лига куп, савладавши у двомечу опет Реал Мадрид. Марадона је тада био стрелац у обе утакмице финала, а на сусрету одиграном на Сантијаго Бернабеу је награђен аплаузом од стране домаћих навијача.
У септембру 1983. Марадона је доживео тешку повреду након што му је Андони Гојкочеа, дефанзивац Атлетик Билбаа, опасним стартом сломио ногу. Марадона је отишао на паузу и вратио се на терен у јануару 1984. године, постигавши притом два гола у победи 3:1 над Севиљом. Барселона је сезону 1983/84. завршила на трећем месту Ла Лиге, са само једним бодом мање од првопласираног Атлетик Билбаа. Марадона је током ове сезоне, због проблема са повредом, забележио само 16 првенствених наступа уз 11 постигнутих голова. Током две сезоне у Барселони у којима је два пута био теже повређен, Марадона је укупно постигао 38 голова на 58 утакмица.
Два ривала, Барселона и Атлетик Билбао, су се састали у финалу Купа Шпаније 1984. године. Сусрет се на крају завршио минималном победом Билбаа, али је тек тада атмосфера дошла до усијања. Марадона је по завршетку утакмице одлучио да се обрачуна са противницима, најпре ударивши Мигела Солу главом, односно његове саиграче лактом и коленом. Затим се нашао у кругу играча Атлетика, Гојкочеа – познатији као „Месар из Билбаа” – шутнуо га је у груди, што је био и дефинитивни знак за почетак хаоса – пред очима краља Хуана Карлоса, 100.000 гледалаца и 'пола' Шпаније пред малим екранима.
То је био и последњи Марадонин меч у дресу Барселоне.

### Наполи
У јулу 1984. године Марадона је потписао за италијански Наполи. Дијего је на римски Аеродром Леонардо да Винчи слетео 24. јула 1984. године. Дочекан је и представљен на препуном Стадиону Сан Паоло у Напуљу. Први тренинг у планинској припремној бази Касте дел Пиано је одрадио 25. јула 1984. године.
Наполи је две године до Марадониног доласка једва успевао да се спасе испадања из лиге. Аргентинац је дошао у скроман тим са којим се мучио у првим месецима. Освојили су девет бодова у првих 13 кола (за победу су се тада још додељивала два бода). Било је потребно пола године да се Марадона привикне на Наполи. Наполи је у јануару савладао Удинезе са 4:3 и до краја сезоне уписао само један пораз. Марадона је прву сезону у клубу завршио са 14 голова као трећи стрелац лиге, а Наполи на осмом месту.
Пред почетак нове сезоне Наполи је појачао тим. Дошао је нови тренер, Отавио Бјанки. Од играчких појачања довели су Ренику, али и голмана Гарелу из шампионског тима Вероне као и нападача Бруна Ђордана из Лација којем ће Марадона често асистирати за голове. У први тим се пробио тада млади штопер Чиро Ферара. Током ове сезоне Марадона је дао волеј са 40 метара против Вероне. Његов слободњак је донео Наполију прву победу против Јувентуса после 12 година. Наполи је Марадонину другу сезону завршио на трећем месту.
Наполи је потом довео још појачања попут Карневалеа, Романа и Де Наполија. Две године после доласка у Напуљ, Дијего је добио квалитетна појачања са којима је могао да крене у поход на освајање титуле. Тог лета 1986. се вратио пун самопоуздања после партија каријере на Светском првенству у Мексику. Наполи је освојио титулу првака Италије, прву у клупској историји. Титула је оверена у претпоследњем колу ремијем против Фјорентине. Поред тога у овој сезони је освојен и италијански Куп.
У сезони 1987/88, Наполи није одбранио титулу. Завршили су сезону на другом месту, иза Милана, понајвише због лоших резултата у последњих пет мечева сезоне у којима је освојен само један бод. И следеће године су завршили као други, овога пута иза миланског Интера. Ипак, у овој сезони Наполи је освојио свој први европски трофеј у историји. Освојен је Куп УЕФА, након што је у финалу савладан немачки Штутгарт.
Због све више проблема са наркотицима, Марадона је сезону 1989/90. почео са клупе за резерве. Полако је хватао залет и на крају је Наполи опет постао првак Италије на крилима трилинга Ма-Ђи-Ка (Марадона – Ђордано – Карека). У неизвесној трци са Миланом, Наполитанци су за само два бода били испред „Росонера”.
Већ тада је дошло до првих сукоба Марадоне са челницима Наполија, а његово конзумирање кокаина постаје све веће. Сукоб се продубио након што је, на Мундијалу у Италији 1990, Аргентина избацила домаћина из полуфинала после извођења једанаестераца. Марадона је тада постао најомраженија особа у Италији, често је изостајао с тренинга, пропуштао и утакмице под изговором да је под великим стресом, па се клуб одлучио на финансијске казне.
У међувремену Олимпијски савез Италије казнио га је 1991. године са 15 месеци суспензије због тога што су му на допинг контроли пронађени трагови кокаина у крви. У време док је издржавао суспензију Наполи одбија да му преда исписницу јер је имао уговор до краја сезоне 1991/92, а за то време угојио се двадесет килограма. За пропуштене тренинге казнили су га са 70.000 долара. Марадона је одговорио захтевом да му се плаћа милион долара по одиграној утакмици будући да је имао информације како клуб на њему зарађује дупло више од тога.

### Севиља
Селектор аргентинске репрезентације која је освојила Мундијал 1986, Карлос Билардо, је преузео шпанску Севиљу на лето 1992. године. Аргентински тренер је желео да доведе Марадону, човека око којег је градио тим са којим се шест година раније попео на светски трон. Председник Севиље Луис Куервас обећао је његово довођење, али је понуда од око 3.000.000 евра одбијена. Билардо је са друге стране вршио притисак да ће отићи, ако велика звезда не дође у Андалузију. Ипак, сезона је почела без Марадоне. Да би се дошло до договора била је потребна интервенција Сепа Блатера и Фифе. Марадони је поред тога било потребно време да се врати и спреми за Мундијал 1994. године. Петосатни састанак у седишту Фифе био је успешан. Крајем септембра 1992. године Дијего је стигао у Севиљу.
Марадона се враћао после 15 месеци забране због употребе кокаина, имао је 31 годину, сви су се надали да би са Карлосом Билардом,  са којим је покорио планету у дресу Аргентине 1986. године, поново могао да направи велики успех. Неколико дана након његовог доласка број клупских чланова скочио је са 26.000 на 40.000. Клуб је зарадио око 2.500.000 евра од продаје карата. Јутарњи тренинг је померен на подне, јер се Марадонине ноћне навике нису могле променити. Док је живео у градском хотелу слупао је свој мерцедес у два сата ујутру.
Марадона је дебитовао на утакмици са Бајерном 28. септембра 1992. године. У питању је била пријатељска утакмица, а Севиља је победила са 3:1. Постигао је победнички једанаестерац на свом дебију против Сарагосе. Севиља је била у горњем делу табеле и тражила место у Европи, али су се проблеми нагомилавали. Све је кулминирало пред утакмицу против Логроњеса, на којој се Марадона није појавио. Од тог тренутка његове везе са Севиљом више нису биле толико јаке. Клуб је већ почео да планира његов одлазак, било је прича да га је пратио и приватни детектив. Направљен је досије на основу којег ће му се ускратити било каква исплата на крају сезоне. Поред тога, полиција га је ухватила како свој порше вози огромном брзином кроз град.
Преломни тренутак се догодио ремијем против Бургоса (1:1). Билардо је почетком другог полувремена заменио Марадону и он више никада није заиграо за Севиљу. Напустио је град 23. јуна 1993. године, а Севиља је сезону окончала на седмом месту. Завршни чин је представљала тужба због неисплаћеног новца. Марадона је за Севиљу у Примери одиграо 26 утакмица уз пет постигнутих голова.

### Повратак у Аргентину
Током 1993. године потписује за аргентинског прволигаша Њуелс олд бојс. За овај клуб је одиграо само пет утакмица, с обзиром да му је 1994. раскинут уговор због недолажења на тренинге. Кући, у Боку јуниорс, се враћа 1995. године, где у првој сезони игра са својим великим пријатељем, такође повратником из Европе – Клаудијом Каниђом. Иако у зрелим играчким годинама, Марадона успева да у својој последњој сезони активног играња освоји друго место у Апертури 1997. године, само бод иза највећег ривала, Ривер Плејта.
Последњи меч у играчкој каријери одиграо је 25. октобра 1997, управо против највећег ривала Ривера. Задобио је повреду због које је изашао из игре на полувремену. На свој 37. рођендан, 30. октобра 1997, је објавио да завршава играчку каријеру.
Опроштајну утакмицу је организовао четири године након последњег меча. На препуној Бомбоњери, 10. новембра 2001, су се састали Аргентина и селекција света. Селекцију света су чинили између осталог Матеус, Стоичков, Валдерама, Шукер, Ферара и други. Иако резултат није био важан Аргентина је победила са 6:3, а Марадона је постигао два гола, оба са једанаестерца.

## Репрезентација
Марадона је први пут наступио за репрезентацију Аргентине 27. фебруара 1977. године на пријатељској утакмици против Мађарске. Ипак, 1978. селектор Луис Сесар Меноти није га уврстио у националну селекцију за Светско првенство у Аргентини рекавши како је Дијего премлад да би издржао притисак. Године 1979. био је капитен репрезентације Аргентине која је у Јапану освојила титулу јуниорског првака света. Први гол у дресу са државним грбом је постигао 2. јуна 1979. године у Глазгову против Шкотске. Године 1982. поново долази до сениорске репрезентације и наступа на Светском првенству у Шпанији.
Гол руком је обележио не само једну годину него и његову читаву каријеру. На Светском првенству 1986. у Мексику двоструки је стрелац у утакмици Аргентине с Енглеском. Оба његова гола на тој утакмици се и дан данас препричавају. Код првог је реч о поготку који је Дијего касније назвао Божјом руком. Други је на многим ранг листама проглашен за најлепши гол свих светских првенстава. Сам је предриблао половину енглеског тима и голмана Шилтона. Енглески коментатор је узвикнуо да је први гол сигурно нерегуларан јер је постигнут руком, али зато други вреди за десет. На том првенству је Аргентину довео до наслова првака света у драматичном двобоју са репрезентацијом Западне Немачке (3:2).
На Светском првенству 1990. у Италији са репрезентацијом је дошао до финала, али су поражени од СР Немачке 1:0. Године 1993. вратио се и у репрезентацију и то са капитенском траком. На Светском првенству у Сједињеним Државама 1994. наступио је само на прве две утакмице, јер је на допинг контроли опет био позитиван и морао је напустити селекцију уз 15-месечну забрану играња.
Последњи гол за репрезентацију постигао је против Грчке, а последњи меч је одиграо против Нигерије 30. јуна 1994. године. Укупно је постигао 34 гола за државни тим, а одиграо 91 утакмицу.

## Тренерска каријера
Први тренерски посао је имао током забране играња. Прво је 1994. године са својим саиграчем из Аргентиноса, Карлосом Френом предводио нижелигаша Мандију, да би после годину дана заједно водили и Расинг.
У октобру 2008. именован је за селектора репрезентације Аргентине. Победио је на прва три дуела на кормилу „гаучоса“, али у свом четвртом наступу је остварио један од највећих пораз у историји селекције Аргентине, када је на преко 3000 метара надморске висине његова репрезентација поражена од Боливије са чак 6:1. Два меча пре краја квалификација за СП у Јужној Африци, Аргентина је била на петој позицији, а претило јој је и да се не квалификује. Међутим, победе у последња два меча, нарочито претпоследња против Перуа, када је Мартин Палермо постигао гол у завршници утакмице, су донеле пласман на Мундијал. У Јужној Африци, све три победе у групи, па дуел са Мексиком у осмини финала (пролазак кроз продужетке) је водио до четвртфинала где је Аргентина убедљиво поражена од Немачке са 4:0. У јулу 2010. Марадона је напустио селекторску функцију након што му није понуђен нови уговор.
У мају 2011. је именован за тренера Ел Васла из Дубаија, са којим је потписао двогодишњи уговор. Добио је отказ у јулу 2012. после разочаравајуће сезоне у којој је његова екипа завршила на осмом месту у лиги која има 12 клубова. Управни одбор Ал Васла је након одржаног састанка издао саопштење у којем се наводи да су Марадона и његови сарадници "ослобођени дужности".
У мају 2017. године је именован за тренера Фуџаире, друголигаша из Уједињених Арапских Емирата. Марадона је дошао у клуб не би ли га довео до елите након две године. Ипак, његов тим је у последњем колу одиграо 1:1 на свом стадиону са Калиџом, док је једини ривал за другу позицију, Итихад Калиба славио 2:0 над Урубом. Тако је Марадонин клуб остао трећи са 44 бода, два мање од Ал Итихада и без аутоматске промоције. За повратак у највиши ранг УАЕ фудбала требали су да се боре са прволигашем Хатом у двомечу 9. и 13. маја. Ипак, Марадона није повео Фуџаиру у ове утакмице, јер је крајем априла 2018. раскинуо сарадњу са клубом.
У септембру 2018. је постављен за тренера Дорадос де Синалое, друголигаша из Мексика, да би у јуну 2019. због здравствених проблема напустио клуб.
У септембру 2019. је постављен за тренера Химнасије де ла Плате. Марадона је тако после 24 године добио прилику да ради као клупски тренер у Аргентини. У моменту његовог доласка, Химнасија се налазила на последњем 24. месту на табели аргентинског првенства са само једним бодом из пет утакмица. Током новембра 2019. је промењено руководство клуба, након чега је Марадона одлучио да напусти своју функцију. Ипак након само два дана се предомислио и вратио на место тренера клуба. Са Марадоном на тренерској клупи клуб се мало поправио, уписао је седам победа, пет ремија и осам пораза, али је и даље био у зони испадања. Међутим, Фудбалски савез Аргентине је крајем априла 2020. одлучио да прогласи крај сезоне због пандемије корона вируса и донео одлуку да неће бити испадања у нижи ранг такмичења. Марадона је у јуну 2020. потписао нови уговор са Химнасијом, према коме је требало да остане у клубу до краја сезоне 2020/21.

## Контроверзе
„За такав живот, мало је једно срце.”

— српски режисер Емир Кустурица, на вест да је Марадона преминуо.
У Барселони је први пут пробао кокаин. У клубу сви су сумњали али су ћутали јер Марадона је био превелика инвестиција. За то време чак је наступао у добро плаћеним рекламама против дроге.
Године 1991. био је позитиван на допинг контроли (откривен кокаин), те је кажњен са 15 месеци забране играња. Исте године, након повратка у Аргентину, ухваћен је због поседовања кокаина. Судска пресуда је гласила — контролисан медицински третман. Године 1994. поново је дошао на насловне странице након што је из ваздушне пушке гађао (и погодио) једног новинара. У јануару 2000, долази на Кубу у новом покушају излечења зависности од дроге. Сви ранији покушаји нису били успешни.

## Филм
Дана 18. марта 2005. Емир Кустурица је у Буенос Ајресу започео снимање дугометражног документарног филма о Дијегу Арманду Марадони. Марадона је инсистирао да тај филм снима баш Кустурица. Прва клапа филма пала је на стадиону “Бомбоњера” у Буенос Ајресу, на прослави стогодишњице ФК Бока када је Марадона трчао са бакљом у руци почасни круг. Снимање је настављено у породичном кругу, на прослави осамнаестог рођендана ћерке ове фудбалске легенде. За овај пројекат заинтересовао се и Фидел Кастро, Марадонин пријатељ, и позвао Кустурицу да га посети.
Филм је премијерно приказан на фестивалу у Кану 2008. године.

## Приватно
Рођен је у римокатоличкој породици, родитељи су му били Дијего Марадона сениор и Далма Салвадора Франко. Марадона се оженио дугогодишњом вереницом Клаудијом Виљафан 7. новембра 1989. у Буенос Ајресу. Добили су две кћерке, Далму (рођ. 2. априла 1987) и Ђанину (рођ. 16. маја 1989), која је била удата за аргентинског фудбалера Серхија Агвера.
Марадона и Клаудија су се развели 2004. године. Кћи Далма је од тада тврдила да је развод најбоље решење за све, јер су њени родитељи остали у пријатељским односима.
Током поступка развода, Марадона је признао да је отац Дијега Синагре (рођен у Напуљу 20. септембра 1986). Синагра се први пут сусрео са Марадоном у мају 2003. године. Синагра је такође фудбалер који игра у Италији. Марадона је имао осморо деце, почетком 2019. године признао је троје деце на Куби.
Након развода, Клаудија је започела каријеру позоришног продуцента, а Далма се посветила глумачкој каријери; претходно је изразила жељу да похађа Глумачки студио у Лос Анђелесу.
Марадона је био близак са ужом породицом, за коју је веома везан. У интервјуу датом 1990. године за часопис Спортс Илустрејтед показао је телефонске рачуне где је месечно трошио најмање 15.000 америчких долара позивајући своје родитеље, браћу и сестре. Марадонина мајка, Далма, умрла је 19. новембра 2011. године. Тада је био у Дубаију и очајнички је покушавао да одлети назад да је види, али је било прекасно. Имала је 81 годину. Његов отац „Дон” Дијего, преминуо је 25. јуна 2015. у 87. години.

## Смрт
Марадона је примљен у болницу 2. новембра 2020. у Ла Плати, наводно због психолошких разлога. Представник бившег фудбалера рекао је да његово стање није озбиљно. Дан касније, подвргнут је хитној операцији мозга. Пуштен је 12. новембра након успешне операције на кућно лечење и остао је под надзором лекара.
Дана 25. новембра 2020, у доби од 60 година, Марадона је претрпео срчани удар и преминуо у свом дому у Тигреу у провинцији Буенос Ајрес. Марадонин ковчег — заогрнут аргентинском националном заставом и три дреса Марадоне са бројем 10 (Аргентинос јуниорса, Боке јуниорс и Аргентине) — био је изложен у председничкој палати Каса Росада, а хиљаде ожалошћених навијача су прошли крај његовог ковчега. Дана 26. новембра 2020. године одржана је приватна церемонија сахране и Марадона је сахрањен поред родитеља на гробљу Жардин де Бела Виста у месту Бела Виста код Буенос Ајреса.

## Ван терена
Постоји религија, коју су створили навијачи покојног аргентинског фудбалера Дијега Арманда Марадоне, за којег верују да је најбољи фудбалер свих времена. Цркву су основали Алехандро Верон и Ернан Амез, два новинара који воде радио програм о фудбалу. Основана је 30. октобра 1998 (Марадонин 38. рођендан) у граду Росарио. До 2008. године, црква је имала око 120 хиљада верника.
Знак „D10S” такође су навијачи посветили Марадони — што је игра речима за шпанску реч „диос“ која значи „бог“, а уједно је и формулисана и као његов број на дресу.
Марадона није скривао да је по политичком опредељењу левичар. Велики пријатељ му је био некадашњи вођа Кубе Фидел Кастро. Подржавао је Уга Чавеса и Николаса Мадура из Венецуеле и био противник глобализма.
Фудбалски клуб Наполи је 4. децембра 2020. године званично променио назив стадиона Сан Паоло у стадион Дијего Армандо Марадона.

## Статистика

### Клупска
| Клуб               | Сезона            | Лига                | Лига    | Лига   | Куп     | Куп    | Континентални | Континентални | Остало  | Остало | Укупно  | Укупно |
| Клуб               | Сезона            | Дивизија            | Наступа | Голова | Наступа | Голова | Наступа       | Голова        | Наступа | Голова | Наступа | Голова |
| ------------------ | ----------------- | ------------------- | ------- | ------ | ------- | ------ | ------------- | ------------- | ------- | ------ | ------- | ------ |
| Аргентинос јуниорс | 1976.             | Прва лига Аргентине | 11      | 2      | –       | –      | –             | –             | –       | –      | 11      | 2      |
| Аргентинос јуниорс | 1977.             | Прва лига Аргентине | 49      | 19     | –       | –      | –             | –             | –       | –      | 49      | 19     |
| Аргентинос јуниорс | 1978.             | Прва лига Аргентине | 35      | 26     | –       | –      | –             | –             | –       | –      | 35      | 26     |
| Аргентинос јуниорс | 1979.             | Прва лига Аргентине | 26      | 26     | –       | –      | –             | –             | –       | –      | 26      | 26     |
| Аргентинос јуниорс | 1980.             | Прва лига Аргентине | 45      | 43     | –       | –      | –             | –             | –       | –      | 45      | 43     |
| Аргентинос јуниорс | Укупно            | Укупно              | 166     | 116    | –       | –      | –             | –             | –       | –      | 166     | 116    |
| Бока јуниорс       | 1981.             | Прва лига Аргентине | 40      | 28     | –       | –      | –             | –             | –       | –      | 40      | 28     |
| Барселона          | 1982/83.          | Ла Лига             | 20      | 11     | 5       | 3      | 4             | 5             | 6       | 4      | 35      | 23     |
| Барселона          | 1983/84.          | Ла Лига             | 16      | 11     | 4       | 1      | 3             | 3             | –       | –      | 23      | 15     |
| Барселона          | Укупно            | Укупно              | 36      | 22     | 9       | 4      | 7             | 8             | 6       | 4      | 58      | 38     |
| Наполи             | 1984/85.          | Серија А            | 30      | 14     | 6       | 3      | –             | –             | –       | –      | 36      | 17     |
| Наполи             | 1985/86.          | Серија А            | 29      | 11     | 2       | 2      | –             | –             | –       | –      | 31      | 13     |
| Наполи             | 1986/87.          | Серија А            | 29      | 10     | 10      | 7      | 2             | 0             | –       | –      | 41      | 17     |
| Наполи             | 1987/88.          | Серија А            | 28      | 15     | 9       | 6      | 2             | 0             | –       | –      | 39      | 21     |
| Наполи             | 1988/89.          | Серија А            | 26      | 9      | 12      | 7      | 12            | 3             | –       | –      | 50      | 19     |
| Наполи             | 1989/90.          | Серија А            | 28      | 16     | 3       | 2      | 5             | 0             | –       | –      | 36      | 18     |
| Наполи             | 1990/91.          | Серија А            | 18      | 6      | 3       | 2      | 4             | 2             | 1       | 0      | 26      | 10     |
| Наполи             | Укупно            | Укупно              | 188     | 81     | 45      | 29     | 25            | 5             | 1       | 0      | 259     | 115    |
| Севиља             | 1992/93.          | Ла Лига             | 26      | 5      | 3       | 3      | –             | –             | –       | –      | 29      | 8      |
| Њуелс олд бојс     | 1993/94.          | Прва лига Аргентине | 5       | 0      | –       | –      | –             | –             | –       | –      | 5       | 0      |
| Бока јуниорс       | 1995/96.          | Прва лига Аргентине | 24      | 5      | –       | –      | –             | –             | –       | –      | 24      | 5      |
| Бока јуниорс       | 1996/97.          | Прва лига Аргентине | 1       | 0      | –       | –      | –             | –             | 1       | 0      | 2       | 0      |
| Бока јуниорс       | 1997/98.          | Прва лига Аргентине | 5       | 2      | –       | –      | –             | –             | –       | –      | 5       | 2      |
| Бока јуниорс       | Укупно            | Укупно              | 70      | 35     | –       | –      | –             | –             | 1       | 0      | 71      | 35     |
| Укупно у каријери  | Укупно у каријери | Укупно у каријери   | 491     | 259    | 57      | 36     | 32            | 13            | 8       | 4      | 588     | 312    |

Напомене
1. 1 2 3  Наступи у Купу Шпаније
2. 1 2  Наступи у Купу победника купова
3. ↑  Наступи у Лига купу Шпаније
4. 1 2 3 4 5 6 7  Наступи у Купу Италије
5. ↑  Наступи у Купу УЕФА
6. ↑  Наступи у Лиги шампиона
7. ↑  Наступи у Купу УЕФА
8. ↑  Наступи у Купу УЕФА
9. ↑  Наступи у Лиги шампиона
10. ↑  Наступи у Суперкупу Италије
11. ↑  Наступи у Суперкупу Либертадорес

### Репрезентативна
| Репрезентација    | Година            | Такмичарске | Такмичарске | Пријатељске | Пријатељске | Укупно  | Укупно |
| Репрезентација    | Година            | Наступи     | Голови      | Наступи     | Голови      | Наступи | Голови |
| ----------------- | ----------------- | ----------- | ----------- | ----------- | ----------- | ------- | ------ |
| Аргентина до 20   | 1977.             | 3           | 0           | –           | –           | 3       | 0      |
| Аргентина до 20   | 1978.             | –           | –           | –           | –           | –       | –      |
| Аргентина до 20   | 1979.             | 11          | 7           | 1           | 1           | 12      | 8      |
| Аргентина до 20   | Укупно            | 14          | 7           | 1           | 1           | 15      | 8      |
| Аргентина         | 1977.             | –           | –           | 3           | 0           | 3       | 0      |
| Аргентина         | 1978.             | –           | –           | 1           | 0           | 1       | 0      |
| Аргентина         | 1979.             | 2           | 1           | 6           | 2           | 8       | 3      |
| Аргентина         | 1980.             | –           | –           | 10          | 7           | 10      | 7      |
| Аргентина         | 1981.             | 2           | 1           | –           | –           | 2       | 1      |
| Аргентина         | 1982.             | 5           | 2           | 5           | 0           | 10      | 2      |
| Аргентина         | 1983.             | –           | –           | –           | –           | –       | –      |
| Аргентина         | 1984.             | –           | –           | –           | –           | –       | –      |
| Аргентина         | 1985.             | 6           | 3           | 4           | 3           | 10      | 6      |
| Аргентина         | 1986.             | 7           | 5           | 3           | 2           | 10      | 7      |
| Аргентина         | 1987.             | 4           | 3           | 2           | 1           | 6       | 4      |
| Аргентина         | 1988.             | 2           | 1           | 1           | 0           | 3       | 1      |
| Аргентина         | 1989.             | 6           | 0           | 1           | 0           | 7       | 0      |
| Аргентина         | 1990.             | 7           | 0           | 3           | 1           | 10      | 1      |
| Аргентина         | 1991.             | –           | –           | –           | –           | –       | –      |
| Аргентина         | 1992.             | –           | –           | –           | –           | –       | –      |
| Аргентина         | 1993.             | 3           | 0           | 1           | 0           | 4       | 0      |
| Аргентина         | 1994.             | 2           | 1           | 5           | 1           | 7       | 2      |
| Аргентина         | Укупно            | 46          | 17          | 45          | 17          | 91      | 34     |
| Укупно у каријери | Укупно у каријери | 60          | 24          | 46          | 18          | 106     | 42     |

Напомене
1. ↑  Наступи на јужноамеричком првенству до 20 година
2. ↑  Пет наступа и један гол на јужноамеричком првенству до 20 година и шест наступа и шест голова на Светском првенству у фудбалу до 20 година
3. 1 2 3  Наступи на Копа Америци
4. ↑  Наступи на Мундијалиту
5. ↑  Наступи на Светском првенству
6. ↑  Наступи у квалификацијама за Светско првенство 1986.
7. ↑  Наступи на Светском првенству
8. ↑  Наступи на „Турниру четири нације”
9. ↑  Наступи на Светском првенству
10. ↑  Један наступ на Трофеју Артемио Франки и два наступа у квалификацијама за Светско првенство 1994.
11. ↑  Наступи на Светском првенству

## Тренерска статистика
| Тим                   | Држава                    | Од              | До             | Резултати | Резултати | Резултати | Резултати | Резултати |
| Тим                   | Држава                    | Од              | До             | У         | П         | Н         | П         | Проц. %   |
| --------------------- | ------------------------- | --------------- | -------------- | --------- | --------- | --------- | --------- | --------- |
| Текстил Мандију       | Аргентина                 | јануар 1994.    | јун 1994.      | 12        | 1         | 6         | 5         | 008,33    |
| Расинг Авељанеда      | Аргентина                 | мај 1995.       | новембар 1995. | 11        | 2         | 6         | 3         | 018,18    |
| Аргентина             | Аргентина                 | новембар 2008.  | јул 2010.      | 24        | 18        | 0         | 6         | 075,00    |
| Ал Васл               | Уједињени Арапски Емирати | мај 2011.       | јул 2012.      | 23        | 11        | 3         | 9         | 047,83    |
| Фуџаира               | Уједињени Арапски Емирати | април 2017.     | април 2018.    | 11        | 7         | 3         | 1         | 063,64    |
| Дорадос де Синалоа    | Мексико                   | септембар 2018. | јун 2019.      | 38        | 20        | 9         | 9         | 052,63    |
| Химнасија де ла Плата | Аргентина                 | септембар 2019. | новембар 2020. | 21        | 8         | 4         | 9         | 038,10    |
| Укупно                | Укупно                    | Укупно          | Укупно         | 140       | 67        | 31        | 42        | 047,86    |

## Успеси

### Клупски
Бока јуниорс
- Првенство Аргентине (1) : Метрополитано 1981.

Барселона
- Куп Шпаније (1) : 1982/83.
- Лига куп Шпаније (1) : 1983.
- Суперкуп Шпаније (1) : 1983.

Наполи
- Првенство Италије (2) : 1986/87, 1989/90.
- Куп Италије (1) : 1986/87.
- Суперкуп Италије (1) : 1990.
- Куп УЕФА (1) : 1988/89.

### Репрезентативни
Аргентина
- Светско првенство у фудбалу до 20 година (1) : 1979.
- Светско првенство (1) : 1986. (финале 1990).
- Куп Артемио Франки (1) : 1993.

### Индивидуални
- Најбољи стрелац Прве лиге Аргентине: 1978. Метрополитано, 1979. Метрополитано, 1979. Насионал, 1980. Метрополитано, 1980. Насионал.[106]
- Златна лопта Светско првенство до 20 година: 1979.[107]
- Сребрна копачка Светско првенство до 20 година: 1979.[107]
- Награда Најбољи фудбалер Аргентине: 1979, 1980, 1981, 1986.[108]
- Награда најбољи фудбалер у Јужној Америци: 1979, 1980.[106]
- Награда Олимпија де Оро: 1979, 1986.[109]
- Награда за најбољег фудбалера у Серији А: 1985.[110]
- Златна лопта: Светско првенство 1986.[106]
- Сребрна копачка: 1986.
- Најбољи асистент Светског првенства: 1986.[111]
- Најбољи тим на Светском првенству: 1986, 1990.
- Онзе д'Ор: 1986, 1987.[112]
- Шампион шампиона од стране листа Л'Екип: 1986.
- Међународна награда за спортисту године Јунајтед Преса: 1986
- Најбољи фудбалер године од стране часописа World Soccer (Светски фудбал): 1986.
- Најбољи стрелац Серије А: 1987/88.[106]
- Најбољи стрелац Купа Италије: 1987/88.
- Бронзана лопта: 1990.[106]
- Најбољи тим Светског првенства свих времена: 1994.[113]
- Најбољи тим Јужне Америке: 1995.[114]
- Балон д'Ор за заслуге у фудбалу (Франс фудбал): 1995.[115]
- Уврштен у Светски тим 20. века: 1998.[106]
- Најбољи фудбалер 20. века по часопису World Soccer: (#2) 1999.[116]
- Аргентински спортиста века од стране спортских новинара: 1999.
- Марка легенда, додељује шпански спортски лист Марка: 1999.[117]
- Број 10 повукао из употребе ФК Наполи као признање за његов допринос клубу: број је повучен 2000. године[118]
- ФИФА играч века: 2000.[106]
- Гол века (за његов други погодак против Енглеске 1986. у четвртфиналу ФИФА Светског купа): 2002.[106]
- ФИФА Дрим тим на Светским првенствима: 2002.[119]
- Златно стопало: 2003, као фудбалска легенда[120]
- ФИФА 100: 2004.[106]
- Признање за животно дело Доминго Фаустино Сармиенто од стране аргентинског Сената: 2005
- Најбољи фудбалер у историји Светских првенстава: Бр. 1, од стране часописа Тајмс, 2010.[121]
- Најбољи спортиста у историји: Бр. 1, од стране листа Коријере дело Спорт, 2012.[122]
- Глоб Сокер награда за играчку каријеру: 2012.[123]
- Најбољи тим свих времена од стране часописа World Soccer: 2013.[124]
- Најбољи фудбалер свих времена: Бр. 1 од стране часописа FourFourTwo, 2017.[125]
- Најбољи фудбалер у историји Светских првенстава: Бр. 1 од стране часописа FourFourTwo, 2018.[126]
- Најбољи стрелац ФК Наполи свих времена (1991–2017)[127][128]
- Италијанска фудбалска кућа славних: 2014.[129]
- Најбољи тим свих времена од стране фудбалског савеза Аргентине: 2015.[130]
- Л'Екипових топ 50 фудбалера Јужне Америке: #2[131]
- Легенда ИФФХС (Међународна федерација за фудбалску историју и статистику)[132]